# Ismaël Devènes
Ismaël Devènes, né le 15 juin 1982 à Sion, est un skieur de vitesse et cycliste suisse.

## Biographie
Originaire d'Isérables et de Nendaz, Ismaël Devènes, membre du ski club la Rosablanche commença à pratiquer le ski alpin dès l'âge de 4 ans.
À 15 ans, Ismaël se passionne pour le VTT, il participe aux coures d'enduro (qui est devenu le Enduro World Series) et aux coupes suisse de descente. Très rapidement, il fait aussi le circuit de coupe suisse de cross-country.  
En 2002, il est victime d'un grave accident lors d'une compétition d'enduro et doit mettre sa carrière sportive entre parenthèses quelques mois. De 2003 à 2004, il acquiert la ceinture verte de taekwondo puis se lance dans la préparation hivernale afin de participer aux épreuves de ski de vitesse. 
Dès 2006, il participe au circuit de coupe du monde FIS (Fédération internationale de ski) et au circuit pro de ski de vitesse en 2007.
Il participe aussi en 2014 et 2015 à la Race Across America en équipe (Twisted Swissters) avec son collègue d'équipe et ami Philippe May.
Il a participé aux championnats du monde à cinq reprises (2007, 2009, 2011, 2013 et 2015) et se classe au général de la coupe du monde à dix reprises (2007, 2008, 2009, 2010, 2011, 2012, 2013, 2014, 2015, 2016), il monte à plusieurs reprises sur le podium de la coupe suisse des championnats de suisse.

### Record personnel

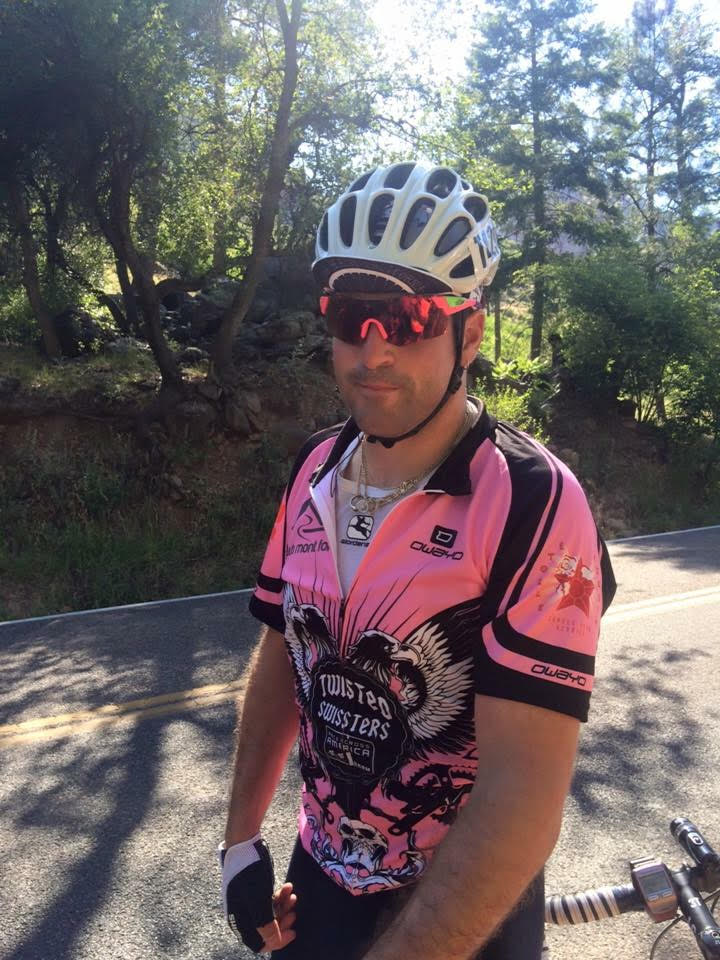
Ismaël Devenes 2015.

#### Ski
Son record personnel a été effectué avec 235,294 km/h réalisé le 18 avril 2013 à Vars (Hautes-Alpes) lors du Pro Mondial de ski de vitesse.

#### Vélo
Participations à la RAAM Race Across America 2014 et 2015,.

## Palmarès

### Championnats
- Championnats du monde du monde FIS en 2007, 2009, 2011, 2013, 2015[8].

### Coupe du monde
- Classement général : 2007, 2008, 2009, 2010, 2011, 2012, 2013, 2014, 2015, 2016[8].